# Inni omerici
Gli anonimi Inni omerici sono una raccolta di trentatré inni greci antichi risalenti al VII-VI secolo a.C. Sono stati chiamati "omerici" in quanto scritti nello stesso dialetto dell'Iliade e dell'Odissea e ne condividono anche il metro poetico usato, ovvero l'esametro dattilico. Furono così attribuiti ad Omero fin dall'antichità – a partire dai primi riferimenti fatti da Tucidide – e questa denominazione è rimasta nel tempo.

## Composizione
I più antichi Inni omerici furono scritti nel VII secolo a.C., seguendo quindi di poco le opere di Esiodo e, secondo la datazione comunemente accettata, i due poemi omerici. Questo pone i primi inni omerici tra i testi fondamentali della letteratura greca; tuttavia, anche se la maggior parte di essi risale al VII o al VI secolo a.C., alcuni potrebbero essere stati composti in età ellenistica, mentre l’Inno ad Ares sembra essere ancora posteriore, una delle ultime opere dell'epoca pagana, inserito nella raccolta quando ci si accorse che l'inno dedicato a questa divinità mancava. Alcuni studiosi ritengono che l’Inno ad Apollo, anticamente attribuito a Cineto di Chio (uno degli Omeridi), sia stato composto nel 522 a.C. per essere recitato all'insolita doppia celebrazione indetta da Policrate di Samo in onore di Apollo di Delo e di Apollo di Delfi.

## Stile
La lunghezza degli inni è molto variabile: alcuni sono composti soltanto di tre o quattro versi, mentre altri superano i cinquecento. I più lunghi sono composti di un'invocazione al dio, di una preghiera finale e di una parte narrativa centrale in cui si narra uno dei miti che lo riguardano, mentre nei più brevi la parte narrativa è assente. I più corti potrebbero essere serviti come preludi alla declamazione di poemi epici da parte di rapsodi durante le celebrazioni religiose.

## Contenuto

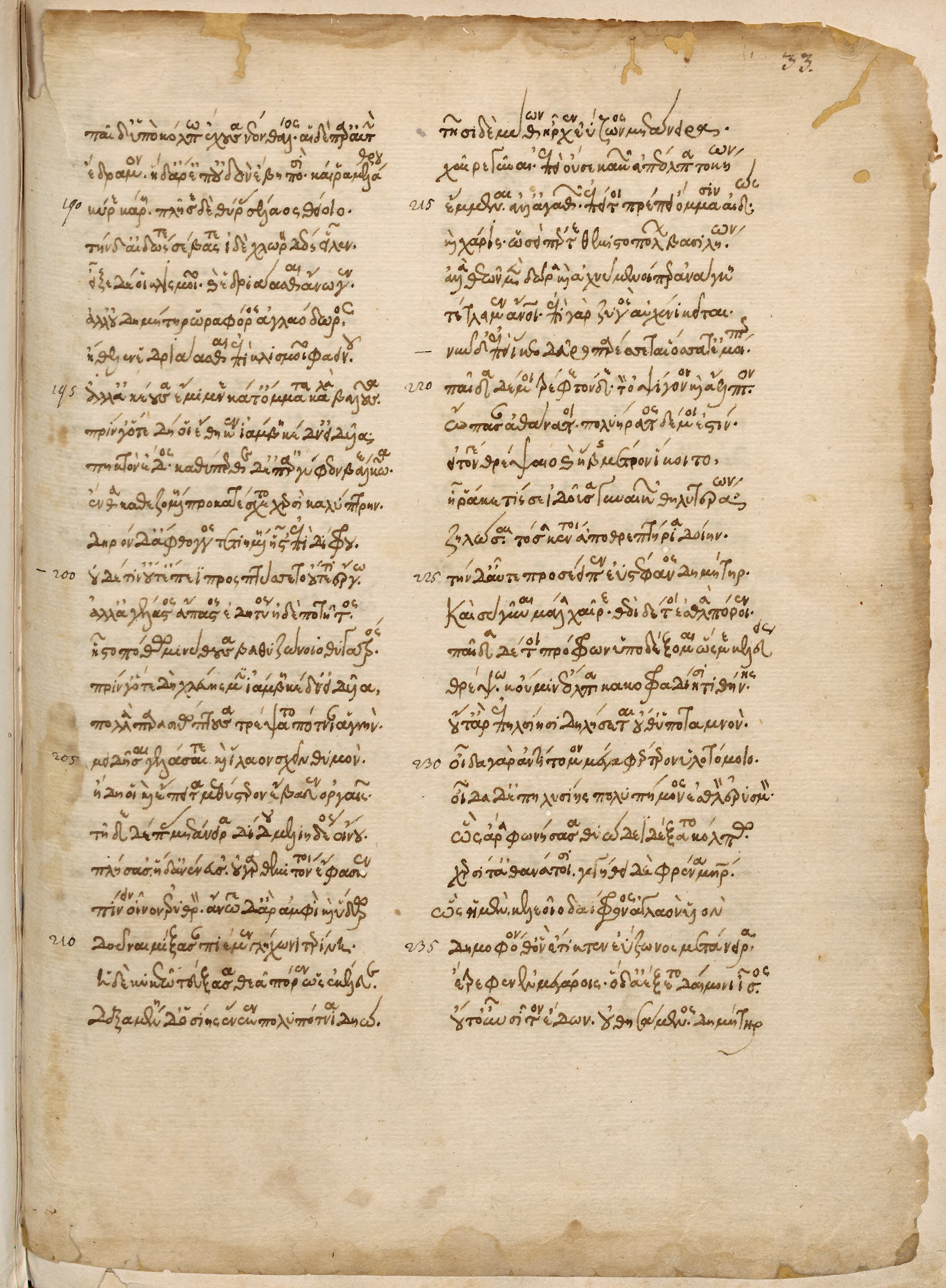
Il codice M (XV secolo), scoperto a Mosca nel 1777, ha restituito i primi due inni

I trentatré inni sono dedicati alle più importanti divinità della mitologia greca.
La maggior parte dei manoscritti bizantini giunti fino a noi li riporta a partire dal terzo inno, ma la casuale scoperta di un codice del XV secolo avvenuta a Mosca nel 1777 ha permesso il ritrovamento dei primi due inni, dedicati rispettivamente a Dioniso e a Demetra.
In alcuni manoscritti in appendice è poi aggiunto un trentaquattresimo componimento, Agli ospiti, che non è propriamente un inno, bensì un canto che ricorda come l'ospitalità (la xenia) sia un sacro dovere imposto dagli dèi.

### Elenco
Segue un prospetto degli inni, che include anche l'estensione attuale (con i versi che sono stati tramandati) e un sunto del contenuto di ciascuno.
|  | Per approfondire, leggi il testo originale greco. |

|  | Per approfondire, leggi il testo Frammenti d'un inno a Dioniso. |

|  | Per approfondire, leggi il testo originale greco. |

|  | Per approfondire, leggi il testo A Demetra. |

|  | Per approfondire, leggi il testo originale greco. |

|  | Per approfondire, leggi il testo Ad Apollo Delio e Ad Apollo Pizio. |

|  | Per approfondire, leggi il testo originale greco. |

|  | Per approfondire, leggi il testo Ad Ermete. |

|  | Per approfondire, leggi il testo originale greco. |

|  | Per approfondire, leggi il testo Ad Afrodite. |

|  | Per approfondire, leggi il testo originale greco. |

|  | Per approfondire, leggi il testo Ad Afrodite. |

|  | Per approfondire, leggi il testo originale greco. |

|  | Per approfondire, leggi il testo A Dioniso. |

|  | Per approfondire, leggi il testo originale greco. |

|  | Per approfondire, leggi il testo Ad Ares. |

|  | Per approfondire, leggi il testo originale greco. |

|  | Per approfondire, leggi il testo Ad Artèmide. |

|  | Per approfondire, leggi il testo originale greco. |

|  | Per approfondire, leggi il testo Ad Afrodite. |

|  | Per approfondire, leggi il testo originale greco. |

|  | Per approfondire, leggi il testo Ad Atena. |

|  | Per approfondire, leggi il testo originale greco. |

|  | Per approfondire, leggi il testo Ad Era. |

|  | Per approfondire, leggi il testo originale greco. |

|  | Per approfondire, leggi il testo A Dèmetra. |

|  | Per approfondire, leggi il testo originale greco. |

|  | Per approfondire, leggi il testo Alla Madre dei numi. |

|  | Per approfondire, leggi il testo originale greco. |

|  | Per approfondire, leggi il testo Ad Ercole anima di leone. |

|  | Per approfondire, leggi il testo originale greco. |

|  | Per approfondire, leggi il testo Ad Asclepio. |

|  | Per approfondire, leggi il testo originale greco. |

|  | Per approfondire, leggi il testo Ai Dioscuri. |

|  | Per approfondire, leggi il testo originale greco. |

|  | Per approfondire, leggi il testo A Ermete. |

|  | Per approfondire, leggi il testo originale greco. |

|  | Per approfondire, leggi il testo A Pan. |

|  | Per approfondire, leggi il testo originale greco. |

|  | Per approfondire, leggi il testo A Efesto. |

|  | Per approfondire, leggi il testo originale greco. |

|  | Per approfondire, leggi il testo Ad Apollo. |

|  | Per approfondire, leggi il testo originale greco. |

|  | Per approfondire, leggi il testo A Posidone. |

|  | Per approfondire, leggi il testo originale greco. |

|  | Per approfondire, leggi il testo A Giove. |

|  | Per approfondire, leggi il testo originale greco. |

|  | Per approfondire, leggi il testo A Vesta. |

|  | Per approfondire, leggi il testo originale greco. |

|  | Per approfondire, leggi il testo Alle Muse e ad Apollo. |

|  | Per approfondire, leggi il testo originale greco. |

|  | Per approfondire, leggi il testo A Dioniso. |

|  | Per approfondire, leggi il testo originale greco. |

|  | Per approfondire, leggi il testo Ad Artèmide. |

|  | Per approfondire, leggi il testo originale greco. |

|  | Per approfondire, leggi il testo Ad Atena. |

|  | Per approfondire, leggi il testo originale greco. |

|  | Per approfondire, leggi il testo A Vesta ed Ermete. |

|  | Per approfondire, leggi il testo originale greco. |

|  | Per approfondire, leggi il testo Alla Terra madre del tutto. |

|  | Per approfondire, leggi il testo originale greco. |

|  | Per approfondire, leggi il testo Ad Elio. |

|  | Per approfondire, leggi il testo originale greco. |

|  | Per approfondire, leggi il testo A Selene. |

|  | Per approfondire, leggi il testo originale greco. |

|  | Per approfondire, leggi il testo Ai Dioscuri. |

|  | Per approfondire, leggi il testo originale greco. |

## Storia della tradizione

### Tradizione manoscritta
Una trentina di manoscritti hanno trasmesso il testo degli Inni Omerici. Di questi, sedici sono testimoni indipendenti. Oltre ai suddetti Inni Omerici, essi tramandano anche gli Inni di Callimaco, gli Inni orfici, gli Inni di Proclo e le Argonautiche orfiche. Non si sa con certezza quando questa silloge sia stata composta, sebbene gli studiosi si dividono tra due secoli: il V secolo, in cui visse ed operò Proclo e il XIII secolo, in cui si sarebbe formato l'archetipo. Dall'analisi delle varie copie dei manoscritti, in cui sono visibili errori e lezioni in comune, si potrebbe ipotizzare per un capostipite in minuscola. Uno dei manoscritti più importanti è il codice M o Leidensis 22, degli inizi del XV secolo, che segue una tradizione diversa e contiene i versi finali dell'inno 1 e l'Inno a Demetra, seguito dagli altri inni fino all'inno 18.4. Un altro iparchetipo ricostruito è Ψ, da cui discendono tre famiglie, denominate f, x e p. Sedici manoscritti, contenenti gli Inni, giunsero in Italia nel XV secolo. I manoscritti che ci hanno conservato il testo degli Inni, secondo lo schema di Allen (Homeri Opera, recognovit T. W. Allen, vol. V, Oxonii 1912), sono i seguenti:
1. A = Parisinus 2763
2. At = Athous in monasterio Vatopedi 587
3. B = Parisinus 2765
4. C = Parisinus 2833
5. D = Ambrosianus 120 B 98
6. E = Estensis 144
7. G = Vaticanus Reginae Suec. 91
8. Γ = Bruxellensis 74 (11377-11380)
9. H = Harleianus 1752
10. J = Estensis
11. K = Laur. 31.32
12. L1 = Laur. 32. 45
13. L2 = Laur. 70.35
14. L3 = Laur. 32.4
15. L4 = Laur. Aedil. 220
16. L5 = Laur. 32.7
17. M = Leidensis 22
18. Mon = Monacensis 333
19. N = Leidensis 28
20. O = Ambrosianus 845 C 10
21. P = Vaticanus Palat. 179.
22. Π = Parisinus suppl. graec. 1095
23. Q = Ambrosianus 734 S 31
24. R1 = Riccardianus 53 K ii 13
25. R2 = Riccardianus 52 K ii 14
26. R3 = Riccardianus 3195 (nunc 3020)
27. S = Vaticanus 1880
28. T = Matritensis 4562
29. V1 = Venetus 456
30. V2 = Marginalia editionis principis Ven.ix.

### Tradizione indiretta
La tradizione indiretta si avvale principalmente della citazione presente in Tucidide, storico greco del V secolo a.C., ed in Diodoro Siculo, storico greco del I secolo a.C.
Tucidide cita i vv. 146-150 e 165-172 dell'Inno ad Apollo:
”ἀλλὰ ὃτε Δήλῳ, Φοῖβε, μάλιστά γε Θυμὸν ἐτέρφθης,

ἔνθα τοι ἑλκεχίτωνες Ἰάονες ἠγερέθονται

σὺν σφοισιν τεκέεσσι γυναιξί τε σὴν ἐς αυγιάν·

ἔνθα σε πυγμαχίῃ τε καὶ ὀρχηστυι καὶ ἀοιδῇ

μνησάμενοι τέρπουσιν, ὅτ᾽ ἄν στήσωνται ἀγῶνα. ”

[5] ὅτι δὲ καὶ μουσικῆς ἀγὼν ἦν καὶ ἀγωνιούμενοι ἐφοίτων ἐν τοῖσδε αὖ δηλοῖ, ἅ ἐστιν ἐκ τοῦ αὐτοῦ προοιμίου: τὸν γὰρ Δηλιακὸν χορὸν τῶν γυναικῶνὑμνήσας ἐτελεύτα τοῦ ἐπαίνου ἐς τάδε τὰ ἔπη, ἐν οἷς καὶ ἑαυτοῦ ἐπεμνήσθη:

“ ἀλλ᾽ ἄγεθ᾽, ἱλήκοι μὲν Ἀπόλλων Ἀρτέμιδι ξύν,

χαίρετε δ᾽ ὑμεῖς πᾶσαι. ἐμεῖο δὲ καὶ μετόπισθε

μνήσασθ᾽, ὁππότε κέν τις ἐπιχθονίων ἀνθρώπων

ἐνθάδ᾽ ἀνείρηται ταλαπείριος ἄλλος ἐπελθών:

‘ὦ κοῦραι, τίς δ᾽ ὔμμιν ἀνὴρ ἥδιστος ἀοιδῶν

ἐνθάδε πωλεῖται, καὶ τέῳ τέρπεσθε μάλιστα;’

ὑμεῖς δ᾽ εὖ μάλα πᾶσαι ὑποκρίνασθαι ἀφήμως:

“ Ma quando, o Febo, per Delo soprattutto si rallegra il tuo cuore,

allora gli Ioni dai lunghi chitoni

coi loro figli e le mogli si radunano nella tua piazza;

là con pugilati e danze e canti

ricordandoti si rallegrano allorché bandiscono l'agone. ”

Che l'agone poi fosse anche musicale e che dei concorrenti vi partecipassero, è mostrato da alcuni versi del medesimo inno: dopo aver celebrato il coro femminile di Delo, il poeta termina la lode con questi versi, nei quali fa menzione anche di sé:

“ Suvvia, sia a voi benigno Apollo con Artemide,

siate liete voi tutte. Anche in futuro ricordatevi di me,

quando qualcuno degli uomini che vivono sulla terra

qui venuto, il misero, vi interroghi:

"O fanciulle, quale è per voi il più dolce degli aedi

che qui si aggira, e che vi rallegra di più?"

Allora voi tutte quante rispondetegli riguardo a noi

"È un cieco che abita in Chio rocciosa". ”»
(Tucidide, Guerra del Peloponneso, III, 104 (traduzione di Franco Ferrari))
Diodoro Siculo, invece, ne parla così:
φάσ᾽, οἱ δ᾽ ἐν Νάξῳ, δῖον γένος, εἰραφιῶτα,

οἱ δέ σ᾽ ἐπ᾽ Ἀλφειῷ ποταμῷ βαθυδινήεντι

κυσαμένην Σεμέλην τεκέειν Διὶ τερπικεραύνῳ,

ἄλλοι δ᾽ ἐν Θήβῃσιν, ἄναξ, σε λέγουσι γενέσθαι,

ψευδόμενοι: σὲ δ᾽ ἔτικτε πατὴρ ἀνδρῶν τε θεῶν τε

πολλὸν ἀπ᾽ ἀνθρώπων κρύπτων λευκώλενον Ἥρην.

ἔστι δέ τις Νύση, ὕπατον ὄρος, ἀνθέον ὕλῃ,

τηλοῦ Φοινίκης, σχεδὸν Αἰγύπτοιο ῥοάων.»
(Diodoro Siculo, Bibliotheca historica, III, 66, 3)

### Tradizione papiracea
I papiri che tramandano solo alcuni versi dell'Inno a Demetra sono due: il P. Berol. 13044 ed il P. Oxy. 2379. Il primo riporta i vv. 8-18, 33-36, 55-56, 248-249, 256-262, 268, 418-424; invece il secondo riporta solo i vv. 402-407. P.G.

## Fortuna
Secondo lo storico della cultura Aby Warburg, l'inno a Venere, conosciuto in Italia nel XV secolo, ispirò il letterato Poliziano, che gli ispirò un poema elogiativo nei riguardi di Simonetta Vespucci e Giuliano de' Medici.
Gabriele D'Annunzio inserì nella sua raccolta Primo vere la traduzione di quattro inni omerici, ovvero l'Inno a Selene, l'Inno ad Artemide, l'Inno ad Erme e l'Inno ad Apollo.

### Edizioni critiche
- Homeri Opera, recognovit T. W. Allen, vol. V, Oxonii 1912.
- Hesiod, The Omeric Hymns and Homerica, with an English Translation by H. G. Evelyn-White, London-Cambridge (Mass.) 1914, 1936 (2ª edizione).
- The Homeric Hymns, edited by T. W. Allen - W. R. Halliday - E. E. Sikes, Oxford 1936.
- Homère, Hymnes, texte établi et traduit par J. Humbert, Paris 1936.
- Homerus, Homerische Hymnen, herausgegeben von A. Weiher, München 1951, 1989 (6ª edizione).
- Inni Omerici, a cura di F. Càssola, Milano, 1975, 1994 (2ª edizione).
- Homerische Hymnen, griechisch-deutsch, übertr. von K. Schwenk (et. al.), Zürich 1983.

### Traduzioni italiane
- I poeti greci tradotti da Ettore Romagnoli, vol. Omero minore (Inni, Batracomiomachia, Epigrammi, Margite), Bologna 1925. Disponibile su Wikisource.
- Filippo Càssola (a cura di), Inni omerici, Milano, Fondazione Lorenzo Valla, 1975, ISBN 978-88-04-11946-3.
- Inni omerici e Batracomiomachia, traduzione di Enzio Cetrangolo, Firenze, Sansoni, 1990, ISBN 978-88-38-31174-1.
- Silvia Poli (a cura di), Inni omerici, Torino, UTET, 2010, ISBN 978-88-02-08394-0.

### Concordanze
- Joseph R. Tebben, Concordantia Homerica, Hildesheim, Olms-Weidmann, 1978.

### Studi
- A. Aloni, Prooimia, Hymnoi, Elio Aristide e i cugini bastardi, «QUCC», N.S. 4, 1980, pp. 23–40.
- A. L. T. Bergren, Sacred apostrophe. Re-presentation and imitation in the Homeric Hymns, «Arethusa», 15, 1982, pp. 83–108.
- G. Bona, Inni omerici e poesia greca arcaica, «RFIC», 106, 1978, pp. 221–248.
- C. Brillante-M. Cantilena-C.O. Pavese (edd.), I poemi epici rapsodici non omerici e la tradizione orale (Atti del convegno di Venezia, 28-30 settembre 1977), Padova, 1981.
- P. St. Breuning, De hymnorum homericorum memoria, «Aevum», 1931, pp. 373–75.
- C. Calame, Variations énonciatives, relations avec les dieux et fonctions poètiques dans les Hymnes Homériques, «Museum Helveticum», 52 (1995), pp. 2–19.
- M. Cantilena, Ricerche sulla dizione epica. Iː Per uno studio sulla formularità degli Inni Omerici, Roma, 1982.
- M. Cantilena, Lo sviluppo della dizione epica, «RFIC», 114, 1986, pp. 92–124.
- A. C. Cassio - G. Cerri (edd.), L'inno tra rituale e letteratura nel mondo antico, Atti di un colloquio, Napoli, 21-24 ottobre 1991, Roma 1991.
- Andrew Faulkner (ed.), The Homeric Hymns: interpretative essays, Oxford 2011.
- Luigi Ferreri, La questione omerica dal Cinquecento al Settecento, Pleiadi, n. 10, Roma, 2007, ISBN 978-88-8498-460-9. URL consultato l'8 febbraio 2016.
- D. Fröhder, Die dichterische Form der Homerischen Hymnen untersucht am Typus der mittelgrossen Preislieder, Hildesheim-Zürich-New York, 1994.
- Th Gelzer, Zum Codex Mosquiensis und zur Sammlung der Homerischen Hymnen, «Hyperboreus» 1, 1994, pp. 113–137.
- B. Grazioni, The Gods of Olympus. A History (Traduzione italiana: Gli dei dell'Olimpo. Una storia, Torino, 2013).
- A. Hoekstra, The sub-epic stage of the formulaic tradition. Studies in the Homeric Hymns to Apollo, Aphrodite and to Demeter, Amsterdam-London, 1969.
- R. Janko, The structure of the Homeric Hymns. A study in genre, «Hermes», 109, 1981, pp. 9–24.
- R. Janko, Homer, Hesiod and the Hymns. Diachronic development in epic diction, Cambridge, 1982
- H. Koller, Das kitharodische. Prooimion: eine formgeschichtliche Untersuchung, «Philologus», 100, 1956, pp. 159–206.
- C. Penglase, Greek myths and Mesopotamia. Parallels and influence in the Homeric Hymns and Hesiod, London-New York, 1994.
- C. A. Sowa, Traditional themes and the Homeric Hymns, Chicago, 1984.
- J. Strauss-Clay, The politics of Olympus. Form and meaning of the major Homeric Hymns, Princeton, 1989.
- S. D. Sullivan, A multi-faceted term. Psyche in Homer, the Homeric Hymns and Hesiod, «SIFC», 6, 1988, pp. 151–180.
- S. D. Sullivan, The psychic term νόος in Homer and in the Homeric Hymnos, Zürich, 1995.